# 처녀 도시
"처녀 도시"(The Maiden City)는 한국에서 제작된 이형표 감독의 1964년 멜로/로맨스, 드라마 영화이다. 김혜정 등이 주연으로 출연하였고 곽정환 등이 제작에 참여하였다.

## 출연

### 주연
- 김혜정
- 방성자
- 최남현
- 태현실

## 기타
- 조명: 방한기
- 미술: 노인택